# Ballads of Sacco and Vanzetti
Ballads of Sacco and Vanzetti è un concept album pubblicato dalla Folkways nel 1960 contenente alcune ballate folk scritte e interpretate dal cantautore americano Woody Guthrie, ispirate alla vicenda di Sacco e Vanzetti.

## Descrizione
Le ballate furono commissionate da Moe Asch nel 1945, e registrate tra il 1946 e il 1947. Guthrie non completò mai il progetto, e si ritenne insoddisfatto dal lavoro, sebbene suo figlio Arlo Guthrie, a sua volta cantautore professionista, giudicò le ballate del ciclo "Sacco e Vanzetti", tra le migliori mai composte da suo padre. Il disco fu pubblicato in molti paesi a partire dagli anni sessanta e rimasterizzato nel 1996.

## Tracce
Testi e musiche di Woody Guthrie.
1. The Flood and the Storm
2. I Just Want to Sing Your Name
3. Old Judge Thayer
4. Red Wine
5. Root Hog and Die
6. Suassos Lane
7. Two Good Men
8. Vanzetti's Letter
9. Vanzetti's Rock
10. We Welcome to Heaven
11. You Souls of Boston